# 레이철 드래치
레이철 드래치(Rachel Dratch, 1966년 2월 22일 ~ )는 미국의 배우, 코미디언, 작가이다.

## 출연 작품
- 와인 컨트리 - 레베카 역